# Kostromá
Kostromá (en ruso: Кострома́) es una ciudad del centro de la Rusia europea, situada en la confluencia del Volga y el Kostromá. La ciudad, capital del óblast de Kostromá, es un núcleo industrial conocido por la fabricación de tejidos de hilo; también se produce maquinaria y calzado.

## Historia
La ciudad de Kostromá fue fundada alrededor de 1152. Fue anexionada por el Principado de Moscú a principios del siglo XIV, y se convirtió en un centro fabril en el siglo XIX.

## Clima
| Parámetros climáticos promedio de Kostromá (normales 1991–2020, extremos 1842–presente) | Parámetros climáticos promedio de Kostromá (normales 1991–2020, extremos 1842–presente) | Parámetros climáticos promedio de Kostromá (normales 1991–2020, extremos 1842–presente) | Parámetros climáticos promedio de Kostromá (normales 1991–2020, extremos 1842–presente) | Parámetros climáticos promedio de Kostromá (normales 1991–2020, extremos 1842–presente) | Parámetros climáticos promedio de Kostromá (normales 1991–2020, extremos 1842–presente) | Parámetros climáticos promedio de Kostromá (normales 1991–2020, extremos 1842–presente) | Parámetros climáticos promedio de Kostromá (normales 1991–2020, extremos 1842–presente) | Parámetros climáticos promedio de Kostromá (normales 1991–2020, extremos 1842–presente) | Parámetros climáticos promedio de Kostromá (normales 1991–2020, extremos 1842–presente) | Parámetros climáticos promedio de Kostromá (normales 1991–2020, extremos 1842–presente) | Parámetros climáticos promedio de Kostromá (normales 1991–2020, extremos 1842–presente) | Parámetros climáticos promedio de Kostromá (normales 1991–2020, extremos 1842–presente) | Parámetros climáticos promedio de Kostromá (normales 1991–2020, extremos 1842–presente) |
| Mes                                                                                     | Ene.                                                                                    | Feb.                                                                                    | Mar.                                                                                    | Abr.                                                                                    | May.                                                                                    | Jun.                                                                                    | Jul.                                                                                    | Ago.                                                                                    | Sep.                                                                                    | Oct.                                                                                    | Nov.                                                                                    | Dic.                                                                                    | Anual                                                                                   |
| --------------------------------------------------------------------------------------- | --------------------------------------------------------------------------------------- | --------------------------------------------------------------------------------------- | --------------------------------------------------------------------------------------- | --------------------------------------------------------------------------------------- | --------------------------------------------------------------------------------------- | --------------------------------------------------------------------------------------- | --------------------------------------------------------------------------------------- | --------------------------------------------------------------------------------------- | --------------------------------------------------------------------------------------- | --------------------------------------------------------------------------------------- | --------------------------------------------------------------------------------------- | --------------------------------------------------------------------------------------- | --------------------------------------------------------------------------------------- |
| Temp. máx. abs. (°C)                                                                    | 6.6                                                                                     | 7.2                                                                                     | 17.9                                                                                    | 27.6                                                                                    | 32.5                                                                                    | 34.5                                                                                    | 37.1                                                                                    | 37.3                                                                                    | 30.2                                                                                    | 22.9                                                                                    | 13.8                                                                                    | 9.4                                                                                     | 37.3                                                                                    |
| Temp. máx. media (°C)                                                                   | -5.9                                                                                    | -4.8                                                                                    | 1.0                                                                                     | 10.2                                                                                    | 18.2                                                                                    | 21.7                                                                                    | 24.2                                                                                    | 21.7                                                                                    | 15.6                                                                                    | 7.7                                                                                     | 0.0                                                                                     | -4.0                                                                                    | 8.8                                                                                     |
| Temp. media (°C)                                                                        | -8.8                                                                                    | -8.2                                                                                    | -2.8                                                                                    | 5.0                                                                                     | 12.3                                                                                    | 16.1                                                                                    | 18.6                                                                                    | 16.3                                                                                    | 10.9                                                                                    | 4.4                                                                                     | -2.3                                                                                    | -6.6                                                                                    | 4.6                                                                                     |
| Temp. mín. media (°C)                                                                   | -11.8                                                                                   | -11.3                                                                                   | -6.3                                                                                    | 0.8                                                                                     | 7.1                                                                                     | 11.1                                                                                    | 13.7                                                                                    | 11.7                                                                                    | 7.2                                                                                     | 1.8                                                                                     | -4.4                                                                                    | -9.1                                                                                    | 0.9                                                                                     |
| Temp. mín. abs. (°C)                                                                    | -46.4                                                                                   | -39.3                                                                                   | -31.1                                                                                   | -19.0                                                                                   | -5.5                                                                                    | -2.7                                                                                    | 3.2                                                                                     | 1.3                                                                                     | -5.8                                                                                    | -21.1                                                                                   | -28.8                                                                                   | -44.4                                                                                   | -46.4                                                                                   |
| Precipitación total (mm)                                                                | 41                                                                                      | 29                                                                                      | 31                                                                                      | 35                                                                                      | 53                                                                                      | 74                                                                                      | 73                                                                                      | 73                                                                                      | 56                                                                                      | 64                                                                                      | 49                                                                                      | 40                                                                                      | 618                                                                                     |
| Días de lluvias (≥ 1 mm)                                                                | 6                                                                                       | 5                                                                                       | 8                                                                                       | 14                                                                                      | 16                                                                                      | 17                                                                                      | 16                                                                                      | 17                                                                                      | 18                                                                                      | 18                                                                                      | 11                                                                                      | 8                                                                                       | 154                                                                                     |
| Días de nevadas (≥ 1 mm)                                                                | 28                                                                                      | 24                                                                                      | 18                                                                                      | 8                                                                                       | 1                                                                                       | 0.1                                                                                     | 0                                                                                       | 0                                                                                       | 1                                                                                       | 7                                                                                       | 20                                                                                      | 27                                                                                      | 134                                                                                     |
| Horas de sol                                                                            | 33                                                                                      | 70                                                                                      | 132                                                                                     | 184                                                                                     | 266                                                                                     | 291                                                                                     | 282                                                                                     | 227                                                                                     | 136                                                                                     | 65                                                                                      | 32                                                                                      | 17                                                                                      | 1735                                                                                    |
| Humedad relativa (%)                                                                    | 87                                                                                      | 83                                                                                      | 77                                                                                      | 68                                                                                      | 64                                                                                      | 72                                                                                      | 74                                                                                      | 78                                                                                      | 82                                                                                      | 86                                                                                      | 88                                                                                      | 88                                                                                      | 79                                                                                      |
| Fuente n.º 1: Pogoda.ru.net                                                             |                                                                                         |                                                                                         |                                                                                         |                                                                                         |                                                                                         |                                                                                         |                                                                                         |                                                                                         |                                                                                         |                                                                                         |                                                                                         |                                                                                         |                                                                                         |
| Fuente n.º 2: NOAA (horas de sol 1961–1990)                                             |                                                                                         |                                                                                         |                                                                                         |                                                                                         |                                                                                         |                                                                                         |                                                                                         |                                                                                         |                                                                                         |                                                                                         |                                                                                         |                                                                                         |                                                                                         |

## Cultura

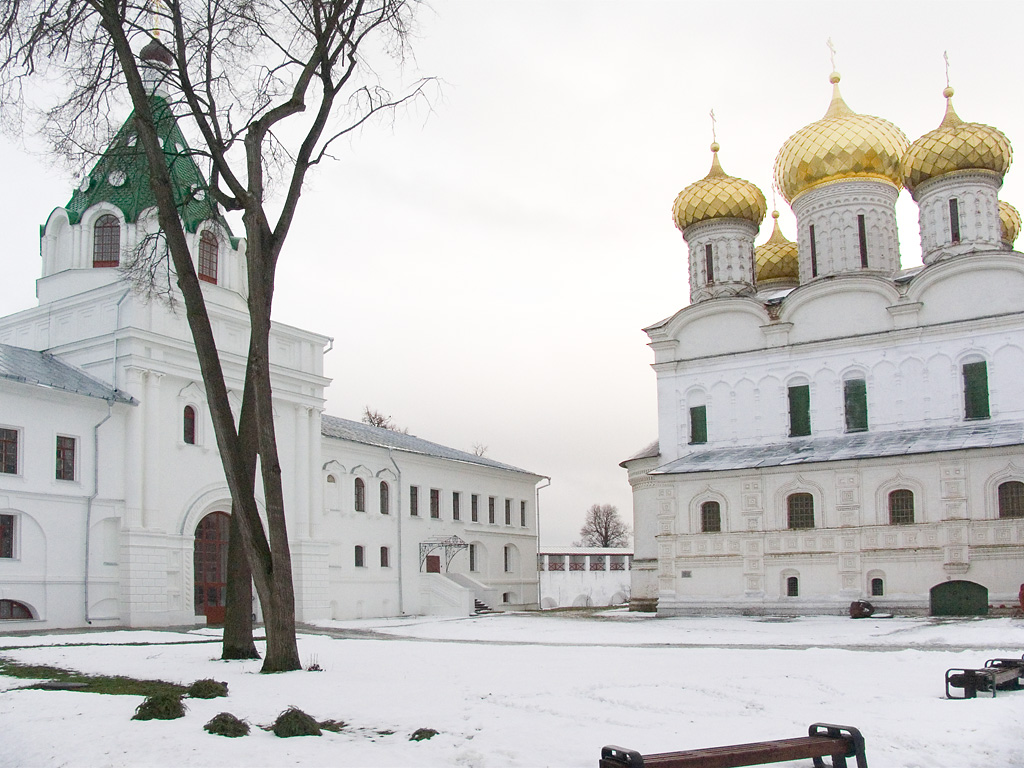
Monasterio Ipátiev

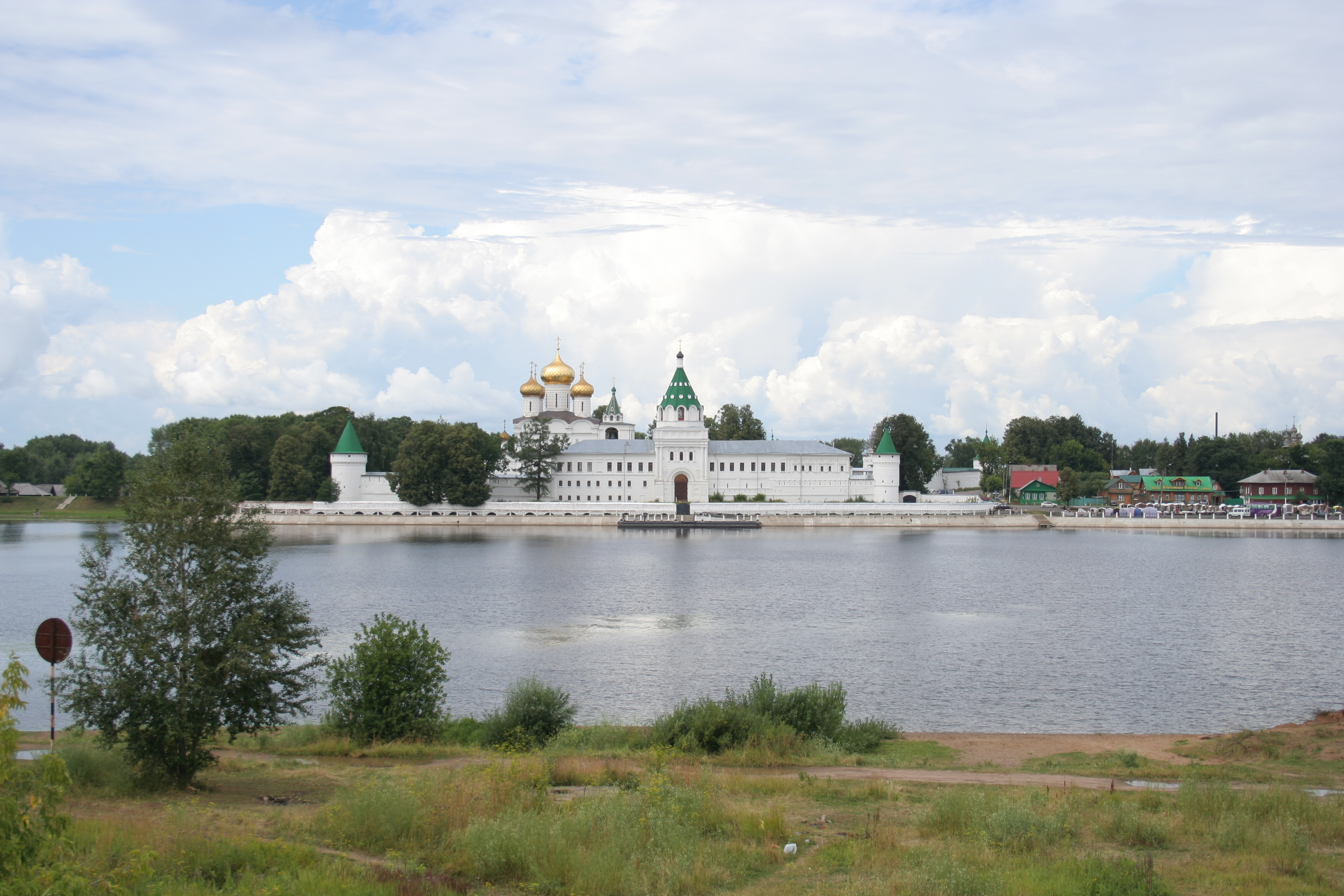
Otra vista del monasterio Ipátiev, sobre el Volga

Kostromá es una de las ciudades que pertenecen al circuito turístico patrimonial llamado Anillo de Oro de Rusia.

### Monumentos
Dentro de los monumentos de la ciudad se encuentra el Monasterio Ipátiev en el cual destaca la catedral de la Dormición (erigida en el siglo XIII y reconstruida a finales del siglo XVIII).

## Ciudadanos famosos

### Ciudadanos ilustres
- Alexandr Gólubev, patinador de velocidad ruso.

### Nacidos en Kostroma
- Iliá Musin, director de orquesta soviético, teórico de la dirección de orquesta.
- Fiódor Vólkov, actor ruso, creador del primer teatro permanente en Rusia.

## Ciudades hermanadas
- Aquisgrán
- Durham
- Durham
- Hyvinkää
- Piotrków Trybunalski[4]
- Toyama